# Hedeoma ciliolata
Hedeoma ciliolata là một loài thực vật có hoa trong họ Hoa môi. Loài này được (Epling & W.S.Stewart) R.S.Irving mô tả khoa học đầu tiên năm 1970 publ. 1971.